# Guarulhos
Guarulhos és un municipi brasiler, de l'Estat de São Paulo, és el segon municipi paulista en habitants, amb 1.291.784 de residents segons el cens de 2022. En aquesta ciutat hi ha l'Aeroport Internacional de São Paulo-Guarulhos.

## Economia
Guarulhos va ser considerada la 13a ciutat més rica del Brasil el 2013, amb un producte interior brut (PIB) d'uns 49,3 milions de reals, que representa l'1,01% de tot el PIB brasiler.